# جيزيلا موسيج
كانت جيزيلا موسيج (29 نوفمبر 1930-12 يناير 2003) عالمة أحياء جزيئية ألمانية أمريكية اشتهرت بعملها مع البكتيريا المعوية T4.  كانت من بين الباحثين الأوائل الذين أدركوا أهمية وسيطة إعادة التركيب الجيني في إنشاء شوكات جديدة لتكرار الحمض النووي، وهي عملية أساسية في تكرار الحمض النووي. 

## السنوات المبكرة
أثناء نشأتها في مزرعة في ولاية ساكسونيا اأصبحت موسيغ مهتمةَ بالبيولوجيا والفيزياء.   بعد الحرب العالمية الثانية أصبحت المنطقة التي عاشت فيها جزءًا من ألمانيا الشرقية وانحرف التدريس التطوري في مدرستها الثانوية نحو ليسينكووية. وجدت أن الجو الفكري لا يطاق فهربت إلى الغرب على دراجتها مع الأمتعة التي يمكنها حملها فقط. بعد دراستها الجامعية في جامعة بون حصلت على درجة الدكتوراه في علم الوراثة النباتية من جامعة كولونيا عام 1959.
من هناك جندت في جامعة فاندربيلت لدراسة عاثية الأمعاء T4، وهو موضوع أصبحت باحثة رائدة فيه.  بعد أبحاث ما بعد الدكتوراه في فاندربيلت ثم معهد كارنيجي بواشنطن في كولد سبرينج هاربور (مع ألفرد هيرشي الحائز على جائزة نوبل) عادت إلى فاندربيلت كعضو هيئة تدريس في عام 1965 ، وأصبحت مواطنة من الولايات المتحدة الأمريكية في عام 1968. خدمت موسيج في كلية فاندربيلت حتى وفاتها عام 2003.

## التعرف
- جائزة التدريس المتميز للخريجين (فاندربيلت عام 1989) [5]
- زميل منتخب في الأكاديمية الأمريكية لعلم الأحياء الدقيقة (1994) [1]
- جائزة إيرل ساذرلاند للإنجاز في البحث (فاندربيلت عام 1995) [6] [4]

## الموت
توفيت موسيج في مستشفى أليف في ناشفيل بعد سنوات قليلة من تشخيص إصابتها بسرطان المبيض النقيلي. كانت تبلغ من العمر 72 عامًا.   في وصيتها منحت صندوقًا لدعم السفر العلمي لطلاب الدراسات العليا في فاندربيلت في العلوم البيولوجية. 